# Katarina Alexandrowna Gerboldt

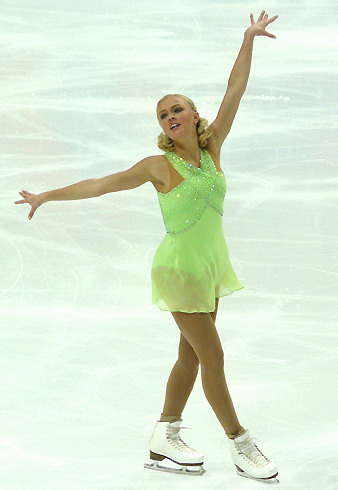
Katarina Alexandrowna Gerboldt

Katarina Alexandrowna Gerboldt (russisch Катарина Александровна Гербольдт; * 28. März 1989 in Leningrad) ist eine russische Eiskunstläuferin. Sie startete zunächst als Einzelläuferin und wechselte nach der Saison 2009/10 zum Paarlauf mit Partner Alexander Enbert.
Gerboldt wurde von Tatjana Mischina, der Ehefrau Alexei Mischins trainiert. Zuvor hatte sie bei Anna Sedelkowa trainiert. Sie startete für Jubileini, St. Petersburg.

## Erfolge
| Wettbewerb/Wintersaison            | 2004/05 | 2005/06 | 2006/07 | 2007/08 | 2008/09 | 2009/10 | 2010/11 |
| ---------------------------------- | ------- | ------- | ------- | ------- | ------- | ------- | ------- |
| Olympische Winterspiele            |         | –       |         |         |         | –       |         |
| Weltmeisterschaften                | –       | 26      | –       | –       | –       | –       |         |
| Europameisterschaften              | –       | –       | –       | –       | 6       | –       | 4*      |
| Juniorenweltmeisterschaften        | –       | 10      | –       | –       | –       | –       | –       |
| Russische Meisterschaften          | 15      | 5       | 12      | 4       | 3       | 9       | 4*      |
| Russische Junioren-Meisterschaften | –       | –       | 9       | 1       | –       | –       | –       |
| Cup of Russia                      | –       | –       | –       | 10      | –       | 10      | 4*      |
| NHK Trophy                         | –       | –       | –       | –       | 12      | –       | –       |

Legende: * Paarlauf mit Alexander Enbert